# Domptail
Domptail é uma comuna francesa na região administrativa de Grande Leste, no departamento de Vosges. Estende-se por uma área de 18,63 km². Em 2010 a comuna tinha 355 habitantes (densidade: 19,1 hab./km²).